# تقويم المايا
تقويم المايا (بالإنجليزية: Maya calendar)، هو نظام تقاويم يستخدم في أمريكا الوسطى ما قبل كولومبوس، وفي الكثير من المجتمعات المعاصرة في مرتفعات غواتيمالا وفراكروز، أواكساكا، وجياباس، المكسيك.
تعتبر حضارة المايا واحدة من أعظم الحضارات التي عاشت في المنطقة التي شملت وسط المكسيك جنوباً باتجاه غواتيمالا، بليز، السلفادور ، هندوراس ونيكاراغوا حتى كوستاريكا. طوّر سكان المايا مجتمعا منظما، كانوا أول من طوّر لغة مكتوبة في العالم، وصلوا إلى مستوى علمي متقدم، وأنشأوا مبان ومعالم كبيرة ثقافية فاقت المستوى الذي كان سائدا في مناطق مختلفة من العالم في ذلك الوقت. قام شعب المايا بوضع تقويمين؛ واحد للاستخدام العلماني والآخر للاستخدام الديني. وقاموا بحساب مواقع الأجرام السماوية على امتداد مئات السنين لاعتقادهم بأن الأحداث الماضية يجب أن تتكرر في المستقبل.
فبينما تعاملت كل الحضارات مع الزمن باعتباره تطورا خطيا مستمرا فإن تقويم المايا المعقد اعتمد على فكرة أن الزمن عبارة عن دوائر؛ وهو ما يعنى باختصار أن الزمن يعيد نفسه، لذا فمن أحداث الماضي التي وقعت بالفعل، يمكن التنبؤ بإحداث المستقبل؛ ومع الفهم الكامل لهذه الحقائق الغريبة والمتطورة في زمانها ودعمها بالكثير من العلوم الأخرى اعتقدت حضارة المايا أن بمقدورها التنبؤ بالأحدلات التي ستأتي مستقبلاً.
وكان المايا يؤمنون بأن البشر يخلقون ويفنون في دورات تزيد قليلا عن خمسة آلاف عام. وبما أن آخر سلالة بشرية ـ من وجهة نظرهم ـ ظهرت قبل 3114 من الميلاد فإن نهايتهم ستكون عام 2012 (وتحديدا في 21ديسمبر من ذلك العام).
تستند أساسيات تقويم المايا على نظام شاع استخدامه في الإقليم، ويرجع على أقل تقدير إلى القرن الخامس قبل الميلاد. ويتشارك في الكثير من الجوانب مع حضارات أمريكا الوسطى المبكرة، مثل الحضارة الزابوتية والأولمية، وتقاويم أخرى معاصرة أو تالية مثل التقويم الميكستيكي وتقويم الأزتيك.[بحاجة لمصدر] بالرغم من أن تقويم أمريكا الوسطى لم ينشأ مع تقويم المايا، وكان امتداده والتحسينات التي طرأت عليه فيما بعد أكثر تطوراً.[بحاجة لمصدر] جنباً إلى جنب مع تقاويم الأزتك، تعتبر تقاويم المايا الأفضل توثيقاً والأكثر فهماً بالكامل.[بحاجة لمصدر]
حسب التقاليد الأسطورية الماياوية، كما وُثقت في مراجع اليوكاتيك الاستعمارية وكما أعيد تشكيلها من النقوش الكلاسيكية المتأخرة وما بعد الكلاسيكية، ينسب للإله إتزامنا بداية المعرفة بنظام التقويم بين شعوب المايا، بالإضافة إلى الكتابة بصفة عامة والمفاهيم الأساسية الأخرى في ثقافة المايا.

## نظرة عامة
تركت العديد من الحضارات القديمة حول العالم نبوءات متشابهة تتعلق بنهاية الزمن، منها المايا والأزتك والإنكا والهوبي وتلاقت هذه النبوءات في كثير من تفاصيلها مع الديانات الإبراهيمية بشأن علامات النهاية.
وتركت حضارة المايا تقويما محفوظا في يشير إلى أنظمة ودورات زمنية دقيقة في الكون ويتنبأ بأن كل أنظمة أو طبقات الكون المتدرجة في الوعي والتي تتطور بسرعات مختلفة سوف تنتهي باجتماعها معا في 21 ديسمبر 2012. تحدث الهوبي عن بزوغ العالم الخامس من السلام، وأحد زعماء الهوبي قال حديثا «نحن هم الذين كنا ننتظرهم.»
اعتقد المايا أن الكون مؤلف من تسعة عوالم منحدرة. كل حقبة طولها سبعة أيام، ولو أن طول اليوم يتراوح بين 1.6 بليون سنة إلى 20 يوم. كل فترة زمنية هي جزء من 12 من الفترة السابقة. النهار الخامس والليل الخامس هي فترات تغيير بالغ الأهمية في كل فترة. المهم أن كل الفترات تتواجد في وقت واحد وكلها تنتهي في 2012. حاليا نحن في بداية اليوم الثامن للوعي. ويعتقد العلماء أنه يمكن أن يعتبر المستوى الثامن بأنه مستوى الوعي المتعلق بالمجرة حيث أنه سوف يقود البشرية للتعرف في المقام الأول مع المجرة. المستوى الأعلى للوعي، وهو العالمي، سوف يتحقق من خلال أعمال المستوى التاسع في العام 2011 وسوف يسفر عن وعي عالمي أبدي وانتماء للكون من جانب البشرية. والتقويم بشكل أساسي هو نموذج لتطور الوعي الكوني منذ بداية الكون، وهو سجل لتطور بيولوجي وتاريخي أيضا. وانتهاء التقويم سوف يعلن عن اجتماع طبقات الكون التسعة معا. ولكن الأمر الهام ليس هو وقت نهاية التقويم، ولكن كيف نفهم علاقة التقويم بخطة الكون.

## التزولكين
| Seq. رقم 1 | Day اسم2 | مثال الرمز3 | يوكاتك القرن 16 4 | مايا كلاسيكية مجمعة 5 | تسلسل الرقم 1 | اسم اليوم2 | مثال الرمز3 | يوكاتك القرن 16 4 | مايا كلاسيكية مجمعة 5 |
| --- | -------- | ----------- | ----------------- | --------------------- | ------------- | ---------- | ----------- | ----------------- | --------------------- |
| 01 | Imix'    |             | Imix              | Imix (?) / Ha' (?)    | 11            | Chuwen     |             | Chuen             | (غير معروف)           |
| 02 | Ik'      |             | Ik                | إك'                   | 12            | Eb'        |             | إب                | (غير معروف)           |
| 03 | أك'ب'ال  |             | أكبال             | أك'ب'ال (?)           | 13            | B'en       |             | بن                | C'klab                |
| 04 | K'an     |             | كان               | K'an (?)              | 14            | Ix         |             | إكس               | هيكس (?)              |
| 05 | Chikchan |             | Chicchan          | (غير معروف)           | 15            | من         |             | Men               | (غير معروف)           |
| 06 | كيمي     |             | Cimi              | Cham (?)              | 16            | ك'يب'      |             | Cib               | (غير معروف)           |
| 07 | Manik'   |             | مانيك             | مانچ' (?)             | 17            | Kab'an     |             | Caban             | Chab' (?)             |
| 08 | Lamat    |             | Lamat             | Ek' (?)               | 18            | Etz'nab'   |             | Etznab            | (غير معروف)           |
| 09 | Muluk    |             | Muluc             | (غير معروف)           | 19            | Kawak      |             | Cauac             | (غير معروف)           |
| 10 | Ok       |             | Oc                | (غير معروف)           | 20            | Ajaw       |             | Ahau              | Ajaw                  |
| هوامش: 1. The sequence number of the named day in the Tzolk'in calendar 2. Day name, in the standardized and revised orthography of the Guatemalan Academia de Lenguas Mayas 3. An example glyph (رسم لفظي) for the named day. Note that for most of these several different forms are recorded; the ones shown here are typical of carved monumental inscriptions (these are "خرطوش (هيروغليفية)" versions) 4. Day name, as recorded from 16th century Yukatek Maya accounts, principally Diego de Landa؛ this orthography has (until recently) been widely used 5. In most cases, the actual day name as spoken in the time of the Classic Period (ca. 200–900) when most inscriptions were made is not known. The versions given here (in Classic Maya ‏, the main language of the inscriptions) are reconstructed on the basis of phonological evidence, if available; a '?' symbol indicates the reconstruction is tentative. |          |             |                   |                       |               |            |             |                   |                       |

## هاآب
| Seq. Num. | Yucatec name | Hieroglyph | معنى الرمز        | Seq. Num. | Yucatec name | Hieroglyph | Meaning of glyph        |
| --------- | ------------ | ---------- | ----------------- | --------- | ------------ | ---------- | ----------------------- |
| 1         | Pop          | Pop        | mat               | 10        | Yax          | Yax        | العاصفة الخضراء         |
| 2         | Wo'          | Wo         | black conjunction | 11        | Sak'         | Sak        | العاصفة البيضاء         |
| 3         | Sip          | Sip        | red conjunction   | 12        | Keh          | Keh        | العاصفة الحمراء         |
| 4         | Sotz'        | Sotz'      | الخفاش            | 13        | Mak          | Mak        | enclosed                |
| 5         | Sek          | Sek        | watering time     | 14        | K'ank'in     | K'ank'in   | الشمس الصفراء           |
| 6         | Xul          | Xul        | dog               | 15        | Muwan'       | Muan       | البومة                  |
| 7         | Yaxk'in'     | Yaxk'in    | الشمس الجديدة     | 16        | Pax          | Pax        | وقت الزراعة             |
| 8         | Mol          | Mol        | الماء             | 17        | K'ayab       | K'ayab     | السلحفاة                |
| 9         | Ch'en        | Ch'en      | العاصفة السوداء   | 18        | Kumk'u       | Kumk'u     | granary                 |
|           |              |            |                   | 19        | Wayeb'       | Wayeb      | الأيام الخمسة سيئة الحظ |

## دورة التقويم

### السنة الغاضبة
1 Ik'   0 Pop

2 Manik'   0 Pop

3 Eb'   0 Pop

4 Kab'an   0 Pop

5 Ik'   0 Pop...

## العد الطويل

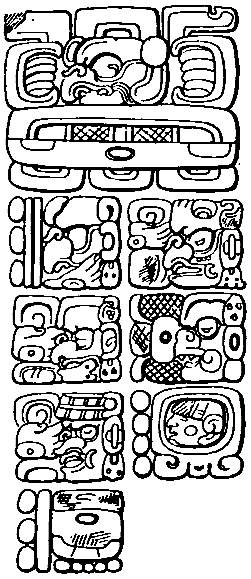
الجانب الشرقي من النُصب C، Quirigua بتاريخ بدء الخليقة الأسطوري: 13 baktuns, 0 katuns, 0 tuns, 0 uinals, 0 kins, 4 Ahau 8 Cumku - 11 أغسطس 3114 ق.م. في proleptic Gregorian calendar.

سوء فهم تقويم العد الطويل في أمريكا الوسطى هو مصدر المعتقد الشعبي الشائع أن جائحة ستقع في 21 ديسمبر 2012. فيوم 21 ديسمبر 2012 هو ببساطة اليوم الذي سينتقل فيه التقويم إلى the next الباكتون (ب'أك'تون) التالي، في العد الطويل 13.0.0.0.0. فالتاريخ الذي ينتقل فيه التقويم إلى الپيكتون التالي (سلسلة كاملة من 20 باكتون (ب'أك'تون))، في العد الطويل 1.0.0.0.0.0، ستقع في 13 أكتوبر 4772.
| الأيام         | فترة العد الطويل | وحدة العد الطويل | السنوات الشمسية التقريبية |
| -------------- | ---------------- | ---------------- | ------------------------- |
| 1              |                  | 1 ك'ين           |                           |
| 20             | 20 ك'ين          | 1 وينال          |                           |
| 360            | 18 وينال         | 1 تون            | 1                         |
| 7,200          | 20 تون           | 1 ك'أتون         | 20                        |
| 144,000        | 20 ك'أتون        | 1 ب'أك'تون       | 394                       |
| 2,880,000      | 20 ب'أك'تون      | 1 پيكتون         | 7٬885                     |
| 57,600,000     | 20 پيكتون        | 1 كالابتون       | 157٬704                   |
| 1,152,000,000  | 20 كالابتون      | 1 ك'إنچيل‌تون     | 3٬154٬071                 |
| 23,040,000,000 | 20 ك'إنچيل‌تون    | 1 ألاوتون        | 63٬081٬429                |

## السلاسل التكميلية

### سادة الليل
كان الليل تحت حكم أحد سادة العالم السفلي التسع. دائرة اليوم التاسع كانت عادة ما تكتب على صورة صورتين رمزيتين: واحدة تشير للسادة التسع كمجموعة، والتالية تشير للسيد الذي سيحكم في المجموعة التالية.

## الهوامش
1. ↑  Tedlock, Barbara, Time and the Highland Maya Revised edition (1992 Page 1) "Scores of indigenous Guatemalan communities, principally those speaking the Mayan languages known as Ixil, Mam, Pokomchí, and Quiché, keep the 260-day cycle and (in many cases) the ancient solar cycle as well (chapter 4)."
2. ↑  Miles, Susanna W, "An Analysis of the Modern Middle American Calendars: A Study in Conservation." In Acculturation in the Americas. Edited by Sol Tax, pp. 273–84. Chicago: University of Chicago Press, 1952.
3. ↑  حضارة المايا ونهاية العالم، كوثر الجامعي نسخة محفوظة 6 ديسمبر 2012 على موقع واي باك مشين.
4. ↑  See entry on Itzamna, in Miller and Taube (1993), pp.99–100.
5. ↑  "18C.jpgtrumpetuniverse.net/15781602160816101605157516041605157516101575.html تقويم المايا، إلتقاء الكون وإجتماع الموجات الكونية التسعة معاً، trumpetuniverse.net". مؤرشف من الأصل في 2017-02-20. اطلع عليه بتاريخ 2022-02-09. {{استشهاد ويب}}: تحقق من قيمة |مسار= (مساعدة)
6. ↑  Academia de las Lenguas Mayas de Guatemala (1988). Lenguas Mayas de Guatemala: Documento de referencia para la pronunciación de los nuevos alfabetos oficiales. Guatemala City: Instituto Indigenista Nacional.. For details and notes on adoption among the Mayanist community, see Kettunen & Hemke (2005), p. 5
7. ↑  Classic-era reconstructions are as per Kettunen and Helmke (2005), pp.45–46..
8. ↑  Kettunen and Helmke (2005), pp.47–48

## وصلات خارجية
- تقويم مايا تفاعلي (بالإنجليزية)
- Maya Calendar, Date conversions, contemporary year version, Tzolkin and Haab day in Calendar Rounds
- Maya Cycles of Time at Convergence
- Today's Long Count
- Understanding Mayan Calendar with animation